# Загорский, Василий Петрович
Васи́лий Петро́вич Заго́рский (1846—1912) — русский архитектор и реставратор, академик архитектуры. Автор здания Московской консерватории и других гражданских и церковных зданий в Москве.

## Биография
С 1864 года учился в Императорской Академии художеств. В 1871 году получил звание классного художника архитектуры 2-й степени за программу «Проект православной церкви», в 1877 году — звание классного художника архитектуры 1-й степени за программу «Вокзал в парке близ столицы». С начала 1880-х годов — помощник архитектора, затем (с 1886) архитектор Московского дворцового ведомства (с 1903 года — дворцового управления). Был пожалован званием архитектора Высочайшего Двора (1901). Заведовал наблюдением и руководил постройкой и перестройкой всех московских зданий, принадлежавших императорскому двору. Восстанавливал Большой Кремлёвский дворец, Малый Николаевский дворец, Потешный дворец и другие здания Московского Кремля. В 1881 году за «Проект богадельни на 60 женщин и 30 мужчин» был удостоен Академией художеств звания академика архитектуры. В 1883-м и в 1896-м годах руководил подготовкой Кремля к коронационным торжествам. Являлся одним из авторов памятника Александру II в Кремле и осуществлял надзор за его сооружением. Помимо службы занимался и выполнением частных заказов. В 1910 году был уволен по болезни.
Имел награды: орден Святого Станислава 3-й степени (1883), орден Святой Анны 3-й степени (1894), орден Святого Владимира 4-й степени (1901).
Важнейшей своей работой считал постройку здания Московской консерватории на Большой Никитской улице (открыта в 1901 году), проект которой выполнил безвозмездно. По завершении постройки здания подал в дирекцию Московского отделения Русского музыкального общества прошение, в котором предложил «сохранить за собой пожизненно и безвозмездно должность архитектора при здании консерватории». В том же году прошение Загорского было удовлетворено.
Жил в Москве в собственном доме в Балакиревском переулке, 41.
Скончался 29 августа 1912 от туберкулёза легких и был похоронен на Ваганьковском кладбище.

## Проекты и постройки

### Москва

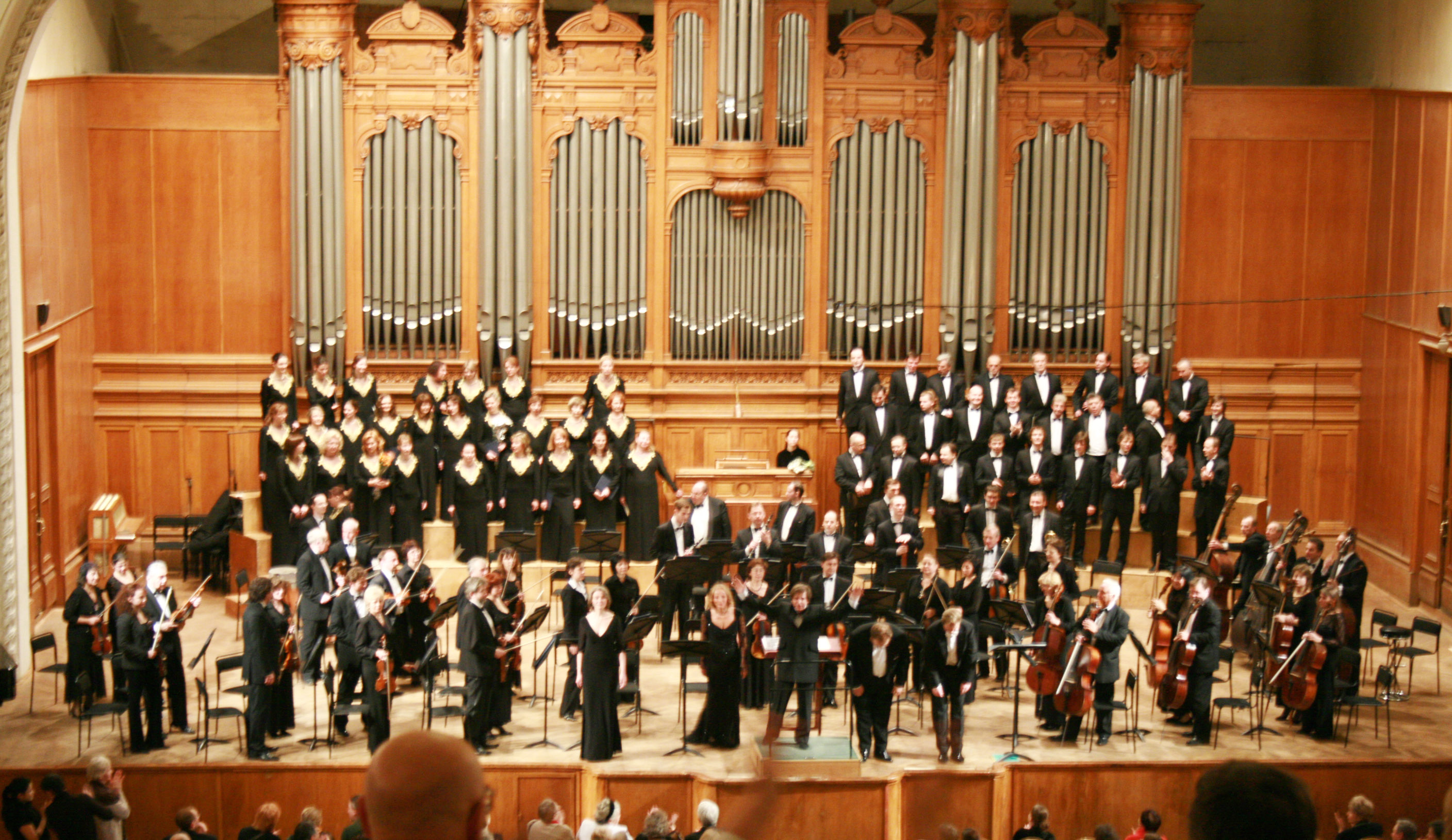
Сцена Большого зала Московской консерватории

- Доходный дом с магазинами (перестройка городской усадьбы И. М. Арестовой — П. П. Лентошниковой — М. Ф. Михайлова). Тверской бульвар, 7/2 — Малая Бронная улица, 2/7 (1882), объект культурного наследия регионального значения[7];
- Перестройка доходного дома. Нащокинский переулок, 10 (1884);
- Доходный дом Камзолкина. проспект Мира, 3 (1885);
- Перестройка городской усадьбы Раевских. Петровка, 14, стр. 1, 3, 5 (1885—1887), ценный градоформирующий объект[7];
- Дача А. А. Азанчевской. Сокольники (1888—1889; не сохранилась)[8];
- Гостиница «Княжий двор». Малый Знаменский переулок, 1/14 — Волхонка, 14/1, стр. 6 (1891), ценный градоформирующий объект[7];
- Доходный дом. Леонтьевский переулок, 14 (1892), ценный градоформирующий объект[7];
- Городская усадьба Я. А. Корнеева — В. И. Шуберта. Садовая-Кудринская улица, 4, стр. 3 и 6, стр. 1 (1892)[9][7];
- Перестройка церкви Александра Невского при приюте для неизлечимо больных и калек имени Александра II. Улица Острякова, между домами 6 и 2/49 (1892; не сохранилась)[10];
- Пристройка к залу в саду «Эрмитаж». Каретный ряд, 3 (1894);
- Доходный дом В. С. Засецкой («Кузнецкий пассаж»). Кузнецкий Мост, 4/3 — Копьёвский переулок, 3/4, стр. 1 (1894—1895), ценный градоформирующий объект[7];
- Московская консерватория. Большая Никитская улица, 13/6 — Средний Кисловский переулок, 6/13 (1895—1901, при участии А. Е. Ниссельсона), объект культурного наследия регионального значения[7];
- Доходный дом. Нижний Кисловский переулок, 8, стр. 2 (1898), выявленный объект культурного наследия[9][7];
- Храм-усыпальница Великого князя Сергея Александровича в Чудовом монастыре (1906, не сохранился).

### Другие места
- Дача в имении Н. И. Коншина в Калужской губернии (около 1885).

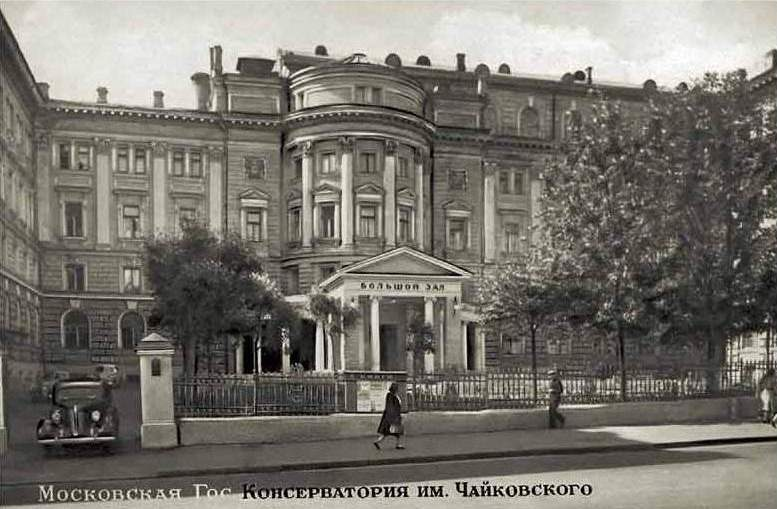
Московская государственная консерватория имени П. И. Чайковского
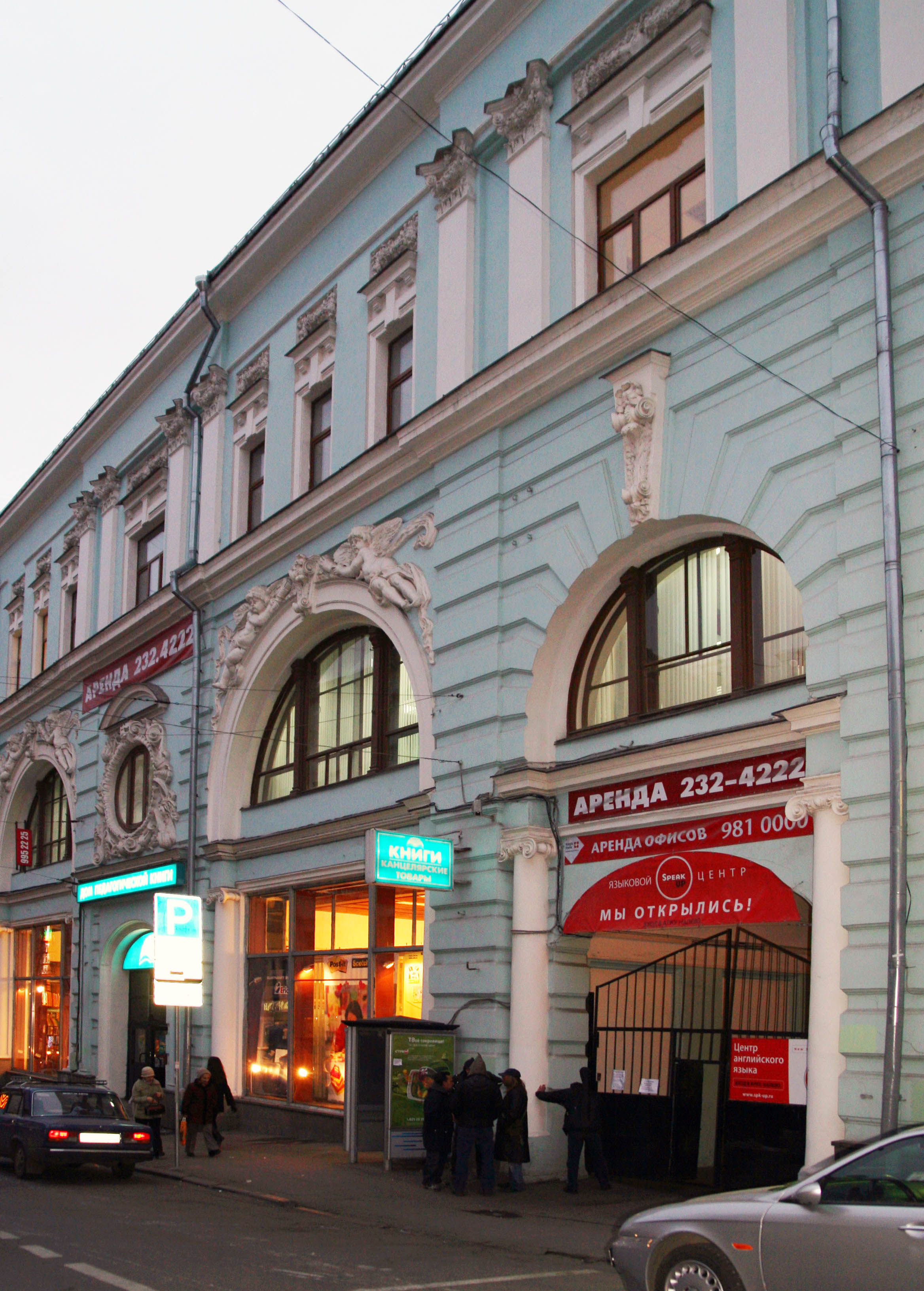
Доходный дом В. С. Засецкой («Кузнецкий пассаж»)